# Lijst van voetbalinterlands Algerije - Frankrijk (vrouwen)
Deze lijst van voetbalinterlands is een overzicht van alle officiële voetbalinterlands tussen de nationale vrouwenteams van Algerije en Frankrijk. De landen hebben tot nu toe één keer tegen elkaar gespeeld.

## Wedstrijden
| № | Plaats         | Datum       | Competitie        | Wedstrijd            | Uitslag |
| - | -------------- | ----------- | ----------------- | -------------------- | ------- |
| 1 | Cesson-Sévigné | 14 mei 1998 | Vriendschappelijk | Frankrijk − Algerije | 14 − 0  |

## Samenvatting
| Competitie        | Totaal gespeeld | Winst Algerije | Gelijk | Winst Frankrijk | Doelsaldo Algerije – Frankrijk |
| ----------------- | --------------- | -------------- | ------ | --------------- | ------------------------------ |
| Vriendschappelijk | 1               | 0              | 0      | 1               | 0 − 14                         |
| Totaal            | 1               | 0              | 0      | 1               | 0 − 14                         |